# Jennifer Fuchs
Jennifer Fuchs (2 juli 1967) is een tennisspeelster uit de Verenigde Staten van Amerika.
Ze begon op negenjarige leeftijd met het spelen van tennis.
In 1988 speelde zij haar eerste grandslampartijen door zich te plaatsen voor het Australian Open, zowel op het enkelspeltoernooi als op het dubbelspeltoernooi met haar landgenote Jane Thomas. In 1989 bereikte zij samen met landgenote Jill Smoller de derde ronde van het Australian Open, haar beste grandslamresultaat.
In 1988 kreeg ze last van een schouderblessure, nadat ze in Italië door een auto was aangereden. Hier bleef ze de rest van haar tenniscarrière tot 1993 last van houden. In 1999 begon Fuchs als tennisleraar bij El Conquistador.